# Сун Айлин
Сун Айли́н (кит. трад. 宋藹齡, упр. 宋蔼龄, пиньинь Sòng Àilíng; 15 июля 1889, Куньшань — 18 октября 1973, Нью-Йорк) — старшая из трёх «сестёр Сун», сыгравших значительную роль в истории Китая XX века, жена Куна Сянси.

## Биография

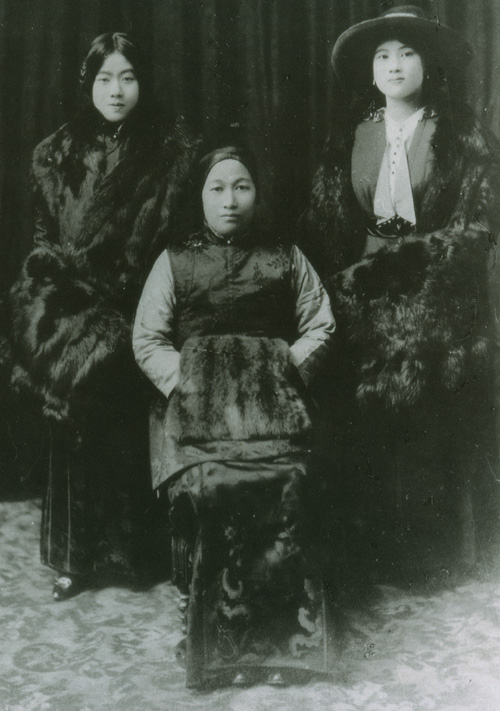
Сун Айлин (слева), Сун Цинлин, и их мать в 1910-х.

Сун Айлин родилась в Куньшане (провинция Цзянсу) в 1889 году. 30 июня 1904 года, в возрасте 14 лет, Сун прибыла в Соединенные Штаты, в порт Сан-Франциско, для обучения в Уэслианском колледже в Мейконе, штат Джорджия. Она вернулась в Китай в 1909 году, после его окончания. В конце 1911 года работала секретарем Сунь Ятсена, позже это место заняла её сестра, Сун Цинлин. В 1913 году она познакомилась со своим будущим мужем Куном Сянси, и вышла за него замуж в следующем году, в Йокогаме. После замужества Сун некоторое время преподавала английский язык, занималась благотворительной работой с детьми.
Она отправилась в США в 1940-х годах. Сун умерла в возрасте 84 лет, 18 октября 1973 года в больнице в Нью-Йорке. Похоронена в мавзолее на кладбище Фернклифф.

## Дети
- Кун Линъи (孔令儀), девочка.
- Кун Линкань (孔令侃), мальчик.
- Кун Линцзюнь (孔令俊), так же известная, как Кун Линвэй (孔令偉), девочка.
- Кун Линцзе (孔令傑), мальчик, так же известный, как Луис Кун (Louis C. Kung), был американским нефтяным промышленником, был женат на актрисе Дебре Пейджит в 1962—1980 годах, имеет одного сына, Грегори Куна (род. 1964, бизнесмен). Умер в 1996 году, в Хьюстоне[3].